# Ronon Dex

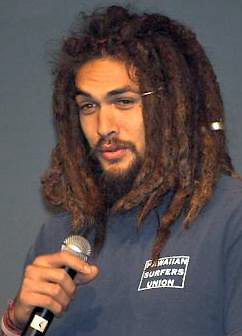
Jason Momoa, herec jenž ztvárnil Ronona Dexe

Ronon Dex je fiktivní postava v televizním seriálu Stargate Atlantis, ztvárněná Jasonem Momoou. Je Sateďan původem z galaxie Pegasus, který se stal běžcem (runner), to znamená, že Wraithové mu voperovali do zad sledovací zařízení a lovili ho jako lovnou zvěř. Dařilo se mu utíkat 7 let, než narazil na tým plk. Shepparda. Poté, co mu doktor Carson Beckett vyjmul sledovací zařízení, nahradil Aidena Forda v týmu Johna Shepparda, kde funguje hlavně jako ochránce. Nejvíce z celého týmu si rozumí s Teylou Emmagan, která mu pomůže se na novém místě adaptovat. Má vlastní speciální zbraň, která lze nastavit buď na omráčení nebo na zabití. Tato zbraň zřejmě pochází od rasy jménem Cestovatelé, ale jak k ní Ronon přišel, se v seriálu nezmiňuje. Vlastní také meč, a několik nožů, které má schované různě po těle.  Je impulsivní a málomluvný. Je to typ člověka, který je silným spojencem, a mocným nepřítelem. Nenávidí Wraithy hlavně proto, že zničili jeho domovskou planetu. Sám řekl: „Neodejdu z této galaxie, dokud nezemře poslední Wraith. Tento slib nebyl dodržen, Ronon se totiž rozhodl vrátit spolu s Atlantidou na Zemi (poslední epizoda "Nepřítel před branami").